# Jean Bréhat
Pour les articles homonymes, voir Bréhat (homonymie).
Jean Bréhat est un producteur de cinéma français né le 27 décembre 1953.

## Biographie
Il exerce au sein de 3B Productions, avec Rachid Bouchareb et Muriel Merlin.

## Filmographie (sélection)

### Cinéma
- 1991 : Cheb de Rachid Bouchareb
- 1993 : Faut-il aimer Mathilde ? d'Edwin Baily
- 1995 : Poussières de vie de Rachid Bouchareb
- 1997 : La Vie de Jésus de Bruno Dumont
- 1998 : Vivre au paradis de Bourlem Guerdjou
- 1998 : West Beyrouth de Ziad Doueiri
- 1999 : L'humanité de Bruno Dumont
- 2000 : Petite Chérie d'Anne Villacèque
- 2001 : Little Senegal de Rachid Bouchareb
- 2002 : La Bande du drugstore de François Armanet
- 2003 : Twentynine Palms de Bruno Dumont
- 2006 : Indigènes de Rachid Bouchareb
- 2006 : Flandres de Bruno Dumont
- 2006 : Barrage de Raphaël Jacoulot
- 2007 : Le Chaos..? de Youssef Chahine et Khaled Youssef
- 2009 : Hadewijch de Bruno Dumont
- 2009 : London River de Rachid Bouchareb
- 2010 : Hors-la-loi de Rachid Bouchareb
- 2011 : Omar m'a tuer de Roschdy Zem
- 2011 : Hors Satan de Bruno Dumont
- 2012 : L'Attentat de Ziad Doueiri
- 2013 : Camille Claudel 1915 de Bruno Dumont
- 2014 : La Voie de l'ennemi de Rachid Bouchareb
- 2016 : Chouf de Karim Dridi
- 2016 : Ma Loute de Bruno Dumont
- 2017 : L'Insulte de Ziad Doueiri
- 2017 : Jeannette, l'enfance de Jeanne d'Arc de Bruno Dumont
- 2021 : France de Bruno Dumont

### Télévision
- 2014-2015 : Frères d'armes (50 épisodes)

## Distinctions

### Récompenses
- Prix Jean-Vigo 1997 pour La Vie de Jésus

### Nominations
- César 2017 : César du meilleur film pour Ma Loute